# Новопавловское (Забайкальский край)
Новопавловское — село Петровск-Забайкальского района Забайкальского края России. Входит в городское поселение Новопавловское.

## География
Располагается менее чем в 1 километре на юг от поселка Новопавловка.

## Климат
Климат резко континентальный с холодной зимой и относительно теплым летом. Среднегодовая температура отрицательная. Зима длительная (до 180 дней), холодная; среднегодовая температура воздуха в г. Петровск-Забайкальске (по среднемноголетним данным) составляет −26 °С, −27 °С (при абсолютном минимуме −55 °С). Снежный покров за зиму может достигать 17 см (иногда до 24 см). Продолжительность лета до 115 дней; среднеиюльская температура воздуха составляет +16 °С, +17 °С при максимальном её значении +38 °С. Безморозный период составляет от 60 до 80 дней, вегетационный — до 80−100 дней.

## Население
| 2021 |
| ---- |
| 330  |

## История
Основано в 2013 году. Фактически выделение нового населенного пункта из поселка Новопавловка носит формальный характер. На федеральном уровне соответствующее наименование ему было присвоено Распоряжением Правительства России от 13 мая 2016 г. N 900-р.